# Яропольцы (Ярославская область)
Яропо́льцы — село в Пригородном сельском поселении Переславского района Ярославской области при речке Трестянке. Другие названия: Ярополч, Ярополец, Ерополец.
Население на 1 января 2007 года — 1 человек.

## История
Ярополч пожертвован в монастырь Еленой Ивановной Добрынской.
С 1563 года село Ярополч принадлежало Горицкому монастырю, а после секуляризации 1764 года перешло в ведомство государственных имуществ.
К 1628 году здесь есть место церковное, что была церковь Николая Чудотворца. В 1668 году на этом пустовом церковном месте построена вновь деревянная церковь во имя Николая Чудотворца. В 1701 году церковь была перестроена и освящена вновь во имя того же святителя. Эта деревянная церковь существовала в Ярополче до 1860 года, когда и сгорела.
В 1864 году усердием прихожан устроен каменный храм с такою же колокольнею. Престолов в этом храме три: в холодном в честь Воздвижения Животворящего Креста Господня, в трапезе тёплой во имя святого Николая Чудотворца и святого Аверкия, Иерапольского
Чудотворца.

## Население
| 1859 | 1905 |
| ---- | ---- |
| 224  | 250  |

| 1859 | 1905 | 2007 | 2010 |
| ---- | ---- | ---- | ---- |
| 224  | ↗250 | ↘1   | ↘0   |